# Вестюр-Скафтафетълс
Вестюр-Скафтафетълс (на исландски Vestur-Skaftafellssýsla) е сисла, намираща се в южната част на Исландия. Сислата включва и най-южната точка на Исландия (без островчетата около страната).